# هانتريس (شخصية)
هانتريس (شخصية) (بالإنجليزية: Huntress)‏ بمعنى "الصيادة" هي شخصية خيالية من إنشاء دي سي كومكس ظهرت الشخصية لأول مرة في القصص المصورة التي تنشرها الشركة في أغسطس من عام 1947، من إبتكار مورت ميسكين.